# Greyia sutherlandii
Greyia sutherlandii är en tvåhjärtbladig växtart som beskrevs av William Jackson Hooker och Harv.. Greyia sutherlandii ingår i släktet Greyia och familjen Melianthaceae. Inga underarter finns listade i Catalogue of Life.